# Psara extremalis
Psara extremalis là một loài bướm đêm trong họ Crambidae.